# Carlos Zegarra
Carlos Alberto Zegarra Zamora (Lima, 3 febbraio 1977) è un calciatore peruviano, centrocampista del León de Huánuco.